# Дю Плуй, Джонни
Джонни Дю Плуй (англ. Johnny Du Plooy; 27 сентября 1964 — — 12 апреля 2013) — южноафриканский боксёр-профессионал, выступавший в тяжелой весовой категории. Один из сильнейших южноафриканских тяжеловесов 1980-х годов. Бывший претендент на звание чемпиона мира. Участник первого в истории титульного боя за звание чемпиона мира в тяжелом весе по версии WBO.

## Ранние годы
Джонни Да Плуй родился 27 сентября 1964 года в Йоханнесбурге, провинция Гаутенг, Южно-Африканская Республика. В юношеские годы Дю Плуй увлекся боксом и на любительском уровне достиг выдающихся результатов. Дю Плуй трижды, с 1982 по 1984 годы признавался лучшим боксером-любителем Южно-Африканской республики, одержав 194 победы в 200 боях. В начале 1985 года Джонни принимает решение заняться подготовкой к профессиональной карьере. Промоутером Дю Плуя стал один из самых известных промоутеров в истории бокса Родни Берман

## Профессиональная карьера
Первый профессиональный бой Дю Плуя состоялся 27 апреля 1985 года. Его первым противником стал начинающий, но более опытный боксер Софония Нэйл. Дю Плуй нокаутировал Нэйла в 1-м раунде, одержав первую победу в карьере и пераую победу нокаутом. Нэйл после этого боя ушёл из бокса. В течение 1985 года Дю Плуй провел ещё три боя с начинающими боксерами, в которых одержал победы нокаутом. 19 февраля 1986 года Дю Плуй вышел на ринг против небитого, но слабого боксера Линуса Уоллета, а активе которого было 9 боев и 9 побед. Уоллет был нокаутирован Дю Плуем в 1-м раунде, для Уоллета поражение стало психологическим ударом, после поражения он покинул бокс. Следующим соперником Джонни стал крепкий Рон Эллис, в послужном списке которого было 20 боев и 15 побед. Эллис ничего не смог противопоставить более техничному Дю Плую и был нокаутирован в 1-м раунде. После этого боя, Эллис не выходил на ринг 7 лет. В мае 1986 года Дю Плуй встретился с Стэнли Россом. В бою Росс продемонстрировал неплохой потенциал и был близок к победе, но по окончании 8-раундового боя решением большинства судей победа была присуждена Дю Плую. В сентябре 1986 года Дю Плуй вышел на свой 1-й 10-раундовый бой против известного американского джорнимена Майка Джеймсона. Дю Плуй доминировал в ходе боя, но нокаутировать габаритного Джеймсона ему не удалось. Этот бой южноафриканец выиграл по очкам с разгромным счетом. В октябре 1986 года Дю Плуй впервые провел бой за пределами Южно-Африканской республики. 30 октября он вышел на ринг против известного джорнимена Стива Зоуски, которого нокаутировал в 4-м раунде. 22 ноября 1986 года Джонни Дю Плуй встретился с ещё одним известным американским джорнименом Дэвидом Джако, которого он нокаутировал во 2-м раунде. В апреле 1987 года Джонни встретился с бывшим претендентом на звание чемпиона мира Дэвидом Бэем. К тому времени карьера Бэя пошла на спад, но он считался первым серьёзным соперником в карьере южноафриканского тяжеловеса. В своем активе Бэй имел титульный бой против Ларри Холмсаи победу над Грегом Пейджем, которую он одержал в 1984 году в то время, когда Пэйдж занимал 2-ю позицию в рейтинге WBC. Тем не менее в бою с ним, Дю Плуй доминировал по ходу, переигрывая оппонента в скорости и мощи. К концу боя Бэй сильно устал и был нокаутирован в 9-м раунде. 23 июня 1987 года Джонни вышел на ринг против Джеймса Тиллиса. Тиллис на тот момент имел уже 12 поражений и его карьера пошла на спад. Тиллис выдал неплохой бой, но из-за проблем со здоровьем к концу боя начал сильно уставать. В 10 раунде Тиллис едва держался на ногах и практически прекратил сопротивляться и рефери остановил бой, присудив победу техническим нокаутом Джонни Дю Плую. В сентябре 1987 года Дю Плуй вышел на ринг против некогда подающему надежды южноафриканского тяжеловеса, перспективного Берни Кнотзе. Кнотзе имел в своем бою 27 боев и два поражения, одно из которых ему нанес Пьер Кутзер. В 1-м раунде Кнотзе пропустил серию ударов, после чего отошёл к канатам и пропустил мощнейший кросс, после чего оказался в нокдауне. Он не смог восстановиться и рефери остановил бой. После этого боя Кнотзе прочно списали со счетов и он ушёл из бокса. Победив Кнотзе, Дю Плуй затем встретился с полутяжем Рикки Парки, которого также нокаутировал. 28 ноября 1987 года Джонни вышел на ринг против бывшего чемпиона мира Майка Уивера. Он доминировал на протяжении первых 3 раундов, но затем резко сдал. В 6-м раунде  южноафриканец почти перестал сопротивляться ссылаясь на боль в запястье. После окончания 6-го раунда в перерыве команда Дю Плуя решила прекратить бой из-за травмы запястья Дю Плуя. Уиверу была присуждена победа техническим нокаутом, Дю Плуй потерпел первое поражение в карьере, но не смирился с этим и потребовал у Уивера реванш. Майк согласился. Перед боем с Уивером, Дю Плуй в феврале 1988 года встретился с крепким Джеймсом Броадом, который в свою очередь одержал 21 победу и выходил на ринг против таких бойцов, как Марвис Фрейзер, Грег Пейдж, Тони Таккер, Франческо Дамиани. Всем им Броад проиграл достойно по очкам и считался перспективным бойцом, но в бою с Дю Плуем Броад был нокаутирован уже во 2-м раунде. 30 апреля 1988 года состоялся реванш с Майком Уивером. Уивер слабо подготовился к бою. С первых же секунд боя Дю Плуй пошёл в атаку и провел по Уиверу несколько ударных комбинаций, Уивер выдержал первый натиск и попытался контратаковать, но напоролся на встречный джеб южноафриканца, за которым последовал убийственный левый хук в челюсть. Майк отступил к канатам, Дю Плуй бросился развивать свой успех и смог провести несколько ударов в голову экс-чемпиона, которые достигли цели, после чего Уивер заметно «поплыл». Уивера от нокаута спас гонг. Но до конца Майк восстановиться не успел и с начала 2-го раунда Дю Плуй сражу-же загнал его в угол и после града ударов свалил бывшего чемпиона на канвас. Майк не успел подняться на счет «10». Джонни Дю Плуй взял убедительный реванш. В июле 1987 года южноафриканец встретился с малопримечательным Джеймсом Притчардом. Притчарда к тому времени прочно списали со счетов и он считался проходным соперником, но в бою с Дю Плуем Притчард не допустил ни одной ошибки. Бой продолжался все отведенные 10 раундов и прошёл на дальней дистанции с обилием джебов и клинчей. По окончании боя судьи объявили спорную ничью, часть экспертов посчитала что недооцененный Притчард Дю Плуя победил. Через месяц, 12 августа Дю Плуй провел свой очередной профессиональный бой против бывшего претендента на чемпионский титул Ренальдо Снайпса. Дю Плуй не успел восстановиться после боя с Притчардом и подготовился к бою со Снайпсом слабо. На протяжении первых раундов Снайпс доминировал в поединке, ему удалось несколько раз потрясти южноафриканца, после чего тот стремительно стал терять силы. В 7-м раунде Джонни Дю Плуй был нокаутирован, потерпев второе поражение в карьере. Это был всего лишь 2-й бой для южноафриканца, который он провел за пределами Южно-Африканской республики. В октябре того же года Дю Плуй во 2-й раз встретился с Джеймсом Притчардом. Находясь в состоянии небывалой мотивации, на этот раз Дю Плуй отлично подготовился к бою. Джонни избивал Притчарда весь поединок и в итоге нокаутировал его в 10-м раунде. В декабре Дю Плуй отправился в США, где нокаутировал известного в будущем джорнимена Эверетта Мартина, после чего получил предложение от руководства недавно созданной организации WBO стать претендентом на звание чемпиона мира. Несмотря на то, что на тот момент WBO являлась второстепенной организацией, Дю Плуй отправился в Италию на бой с техничным и небитым на тот момент Франческо Дамиани. Этот бой стал первым в истории титульным боем по версии WBO. Дю Плуй доминировал в бою, выбрасывая огромное количество джебов и пытаясь достать Дамиани правым кроссом, несмотря на то что несколько ударов достигли цели, на исход боя они не повлияли. Дамиани продемонстрировал отличную стойкость. В 3-м раунде оба претендента вошли в открытый бой и провели обмен ударами и комбинациями, где удача сопутствовала Дамиани. Пропустив серию ударов Дю Плуй рухнул на канвас и не успел подняться. Дамиани одержал убедительную победу и стал первым в истории чемпионом по версии WBO. После поражения от итальянца, Джонни не выходил на ринг более года. В очередной раз он вышел на ринг в июне 1990 года против известного полутяжа Ли Роя Мерфи. В этом бою Дю Плуй одержал неубедительную победу по очкам. В августе 1990 года, пытаясь поднять свой рейтинг, Дю Плуй вышел на ринг против сильного южноафриканского тяжеловеса Пьера Кутзера. С первых секунд боя Да Плуй сразу-же пошёл в атаку. Он действовал быстрее и техничнее оппонента, следствием чего стало рассечение глаза Кутцера, которое он получил в одной из первых атак Да Плуя. Но Джонни развить свой успех не смог. Увлекшись атакой, Дю Плуй сильно стал раскрываться, благодаря чему в конце 1-го раунда стал много пропускать. В начале 2-го раунда ввязавшись в открытый бой, Да Плую удалось послать Кутцера в нокдаун, но он сумел быстро подняться. Пытаясь развить успех, Да Плуй предпринял несколько атак, которые не увенчались успехом. В конце 2-го раунда Кутцеру удалось оттеснить Дю Плуя к канатам и провести удачную комбинацию, тем самым отправив Дю Плуя в нокдаун. Джонни успел встать на счет «10», но восстановиться не успел. После возобновления боя Кутцер снова отправил оппонента в нокдаун, после чего рефери остановил бой. Пьер Кутpер, побив в своей карьере всех сильных южноафриканских тяжеловесов, после этого боя получил неофициальный титул сильнейшего южноафриканского боксера тяжелой весовой категории той эпохи. Джонни Дю Плуя после поражения прочно списали со счетов. Одержав после этого две победы над малоизвестными бойцами, Дю Плуй в июле 1991 года вышел на ринг против будущего чемпиона мира Корри Сандерса. Пытаясь быстро нокаутировать малоопытного на тот момент Сандерса, в одной из атак Дю Плуй напоролся на его джеб, после чего получил мощнейший левый кросс, вследствие чего попятился назад. Сандерс воспользовался состоянием Дю Плуем и обрушил на него град ударов, после которых Джонни оказался в нокдауне. Он успел встать, но не успел восстановиться и через некоторое время снова оказался в нокдауне. Дю Плуй снова поднялся, но его сильно шатало, по причине чего рефери остановил бой, зафиксировав сенсационную победу Сандерса нокаутом в 1-м раунде. После этого поражения Дю Плуй ушёл из бокса на 2 года. В июне 1993 года он вернулся в бокс, нокаутировав начинающего южноафриканского боксера Самсона Махлангу, после чего снова покинул ринг на 4 года. В июне 1997 года Дю Плуй предпринял ещё одну попытку возобновления карьеры, встретившись со слабым и малоопытным соперником, которого нокаутировал во 2-м раунде, после чего ушёл из бокса окончательно.

## После бокса
После ухода из спорта, Джонни Дю Плуй открыл собственный фитнес-клуб в Йоханесбурге и долгие годы работал тренером-инструктором по боксу.

## Смерть
В конце 2000-х  у Дю Плуя была диагностирована группа сердечно-сосудистых заболеваний, от осложнений которых Джонни скончался 12 апреля 2013 года в возрасте 48 лет